# الخداورة (القبيطة)

تعديل مصدري - تعديل

الخداورة هي إحدى قرى عزلة القبيطة بمديرية القبيطة التابعة لمحافظة لحج، بلغ تعداد سكانها 441 نسمة حسب تعداد اليمن لعام 2004.